# Oscar Lorenzo Fernández

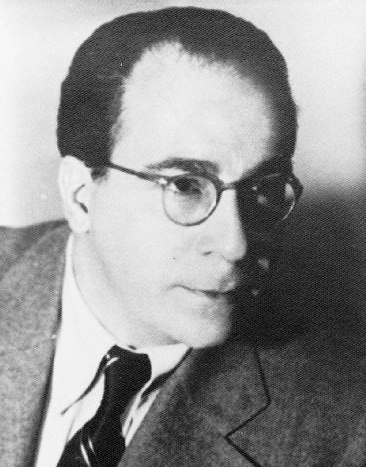
Oscar Lorenzo Fernández

Oscar Lorenzo Fernández (* 4. November 1897 in Rio de Janeiro; † 27. August 1948 ebenda) war ein brasilianischer Komponist.
Fernández studierte am Instituto Nacional de Música bei Francisco Braga und Henrique Oswald. 1936 gründete er das Conservatório Brasiliero de Música in Rio de Janeiro, das er bis zu seinem Tode leitete. Außerdem war er seit 1939 Professor für Chorgesang am Conservatório Nacional de Canto Orfeônico.
Er komponierte eine Oper (Malazarte nach José Pereira Graça Aranha, 1931–1933), ein Ballett, zwei Sinfonien, fünf sinfonische Dichtungen, zwei Orchestersuiten, ein Klavier- und ein Violinkonzert, kammermusikalische Werke, Klavierstücke, Chöre und Lieder.